# دوغلاس أ. فوستر
دوغلاس أ. فوستر (بالإنجليزية: Douglas A. Foster)‏ هو عالم عقيدة ومؤرخ أمريكي، ولد في 30 أغسطس 1952.